# Heavy Rain
Heavy Rain (tidigare under namnet Heavy Rain: The Origami Killer) är ett interaktivt drama och actionäventyrsspel utvecklat av Quantic Dream och utgivet av Sony Computer Entertainment till Playstation 3 i februari 2010.
Spelet är en film noir thriller med fyra olika huvudpersoner som arbetar med att lösa mysteriet bakom Origamimördaren, en seriemördare som använder långa regnperioder för att dränka sina offer. Spelaren samverkar med spelet genom att utföra handlingar som markeras på skärmen i samband med rörelser på spelkontrollen, och i vissa fall utföra flera quick time events under snabba actionsekvenser. Spelarens beslut och handlingar under spelet kommer att påverka berättelsen. Huvudpersonerna kan dödas, och vissa handlingar kan leda till olika scener och slut.
Heavy Rain blev en kritisk och kommersiell framgång, vann flera "Årets spel"-utmärkelser och såldes i över tre miljoner exemplar. En filmatisering av spelet är för närvarande under utveckling. En Playstation 4-version, med förbättrad grafik och skärmupplösning, släpptes både som ett fristående spel och som en del av Quantic Dream Collection med Beyond: Two Souls i mars 2016.

## Handling
Heavy Rain är en dramatisk och psykologisk thriller där fyra personer deltar i mysteriet om den fruktade Origamimördaren, en seriemördare som använder regnvatten för att dränka sina offer. Spelet äger rum under oktober 2011. I en stad på USA:s östkust har 8 unga pojkar försvunnit. De hittas flera dagar senare döda och dränkta i regnvatten med en origamifigur i handen och en orkidé på bröstet. Allmänheten är lamslagen av skräck och myndigheterna verkar inte vara i närheten av att hitta den misstänkte gärningsmannen.
Ethan Mars är en lycklig man med en vacker fru och två barn; Jason Mars och Shaun Mars. Men så omkommer Jason Mars efter en bilolycka och Ethan faller i en lång koma efter att ha försökt rädda honom. Hans trauma efter förlorandet av Jason har lett till att han lider av Agorafobi (en förlamande rädsla för folkmassor), depression och tillfällig medvetslöshet. Två år senare har Ethan och hans fru separerat och Shaun har vuxit upp till ett bekymrat och nedstämt barn. Under hösten blir Shaun kidnappad av origamimördaren. För att få tillbaka sin son måste Mars utföra en rad tester som var och en är ett dilemma.
I kidnappningsfallet kopplas Norman Jayden in, en annan spelbar rollfigur som jobbar för FBI. Han får jobb som profilare och använder sig av en mycket speciell metod för fallet. Han använder ARI (added reality interface), vilket är ett par förstärkta verklighetsglasögon som underlättar hans genomsökningar av spår och brottsplatser. Hans uppgift är att hitta och gripa Origamimördaren och rädda Ethan Mars förlorade son. Han lider av ett stort beroende av drogen triptocaine.
Scott Shellby är en annan spelbar rollfigur. Han är en pensionerad polis, som nu jobbar som privatdetektiv. Han ska på begäran av föräldrarna till Orgamimördarens offer utreda fallen. Hans mål är, liksom Norman Jaydens, att finna den kidnappade Shaun Mars och rädda honom.
Madison Paige är ytterligare en spelbar rollfigur. Hon är en fotojournalist som inte har någon direkt koppling till fallet, men som efter ett flertal möten med Ethan Mars bestämmer sig för att hitta och rädda Shaun Mars. Hon lider av sömnlöshet och mardrömmar, och hon brukar oftast checka in i ett motel för att kunna sova bättre.

## Andra roller
- Shaun Mars: Ethans och Graces yngste son. Shaun var tidigare ett glatt barn som var lycklig med sin storebror, men efter Jasons död förlorade Shaun den glädje som präglat honom, vilket oroade hans far mycket. En dag, medan han var i en park med sin far under en regnig höst, försvann Shaun inför faderns ögon. Man tror att han har kidnappats av den fruktade Origamimördaren, och Ethan är fast besluten att rädda sin son till varje pris.
- Jason Mars: Ethans och Graces äldste son och Shauns storebror. Han dog efter sin födelsedag strax utanför ett köpcenter, när han blev påkörd av en bil.
- Grace Mars: Ethans ex-fru. Efter Jasons död bröt Grace sin relation med Ethan, eftersom hon trodde att Ethan var ansvarig för Jasons död.
- Lauren Winter: Lauren är en prostituerad kvinna som har förlorat sin son Johnny, när denne blev kidnappad och mördad av Origamimördaren. I början avböjde hon detektiv Shelbys hjälp att finna origamimördaren, men senare erbjöd hon sig att bli hans partner under hans utredning.
- Carter Blake: En lokal poliskommissarie. Blake samarbetar tillsammans med FBI-polisen Norman Jayden i sökandet efter Origamimördaren, men egentligen har Blake en sorts rivalitet med Jayden. Han har en mycket aggressiv attityd, om han inte får som han vill.
- Leighton Perry: En lokal polischef. Perry är Jaydens nya chef för dennes utredning. Han övervakar både Jayden och Blake, men han verkar mer intresserad av att visa sig i pressen, än att arbeta med utredningen.
- Hassan: Hassan är en arabisk invandrare. Han driver en liten livsmedelsbutik, som ofta besöks av detektiv Shelby, som han har förtroende för. Origamimördaren hade tidigare kidnappat och dödat hans son Reza.
- Susan Bowles: Susan är en kvinna som bor i utkanten av staden. Hon hade tidigare två söner, men hennes äldste son, Jeremy, kidnappades och mördades av Origamimördaren. Kort efter hennes sons död lämnade hennes pojkvän henne ensam med ansvaret för en baby.

### Misstänkta personer
- Ethan Mars: På grund av olika omständigheter hade Ethan varit insvept i ett moln av förvirring och till och med ansett sig själv som den galne Origamimördaren. Även polisen misstänker detta och vill få fast honom.
- Nathaniel Williams: En av de viktigaste misstänkta. Nathaniel är en starkt religiös man som har sin lägenhet full med krucifix och inskriptioner från Bibeln. Enligt Blake hade Nathanael tidigare haft problem med polisen, men polisen upptäcker att det inte är han som är Origamimördaren.
- Miroslav Korda: Förmodligen rysk medborgare, och en av de misstänkta. Jayden och Blake påträffade honom på en gata; han försökte fly men blev sedan infångad av dem. De förde in Korda för förhör, men de upptäckte att inte heller han var Origamimördaren.
- Gordi Kramer: Gordi är en rik, vild och nyckfull playboy och son till miljonären Charles Kramer. Han kommer att medverka i Shelbys utredning eftersom han var misstänkt att vara Origamimördaren. Han är misstänkt för att Joseph Brown, en ung pojke, hade hittats död med seriemördarens MO, och som senast sågs i Gordis privata limousin.
- Charles Kramer: Gordis far. Han är en annan misstänkt person i Shelbys utredning. Han är en mäktig finansman som äger ett byggföretag. Han är besatt av att hindra Shelby från att utreda sin son, som misstänks att vara Origamimördaren.
- Jackson Neville eller Mad Jack: En man som anses vara en mycket farlig person enligt polisen. Jackson hade tidigare misstänkts för att ha köpt och sålt stulna bilar, men fallet avbröts på grund av brist på bevis. Jayden tror att han hade haft en bil som hade tillhört Origamimördaren.
- Francisco "Paco" Mendes: Ägare till en lägenhet som Origamimördaren hade besökt. Han är en rik gangster som också äger en nattklubb i staden.

## Spelupplägg
Enligt en demonstration för Edge Magazine kommer spelet att använda en unik kontrolltyp. Trigger-knappen på Playstation 3-kontrollen kommer att röra rollfiguren framåt, i den riktning han/hon tittar. De analoga funktionerna på knappen kommer att tas tillvara, vilket möjliggör att användaren kan kontrollera rollfigurens rörelser och hastighet genom att trycka hårt eller lätt på knappen. 
Vänster analog-spak kommer att kontrollera förflyttningen av huvudet och då samtidigt det håll figuren rör sig i förhållande till var han/hon ser åt. David Cage förklarar att detta frigör figurens rörelse ur kameraperspektivet i spelet. Resten av spelet spelas med en rad sammanhängande knapptryckningar i takt med händelser som sker i spelet; så kallade "quick time events". De manövrar som spelaren måste utföra imiterar oftast de rörelser som figuren måste utföra på skärmen. Om en spelare skulle misslyckas med att utföra dessa kommandon kommer handlingen i spelet att förändras, och vissa misstag kan leda till att en figur kan dö. Om en rollfigur skulle dö kommer spelet dock inte att avslutas, spelaren kommer istället växla till en annan rollfigur, och händelserna från den föregående rollfigurens död kommer att påverka handlingen för spelet.
Spelare har även möjlighet att få upp ett urval av rollfigurernas tankar och känslor genom att hålla inne L1-knappen och sedan genom att trycka på motsvarande knappar för tankarna för att lyssna på vad exakt figurerna tänker på. Dessa tankar kommer dock ibland vara suddiga, och väljer man en vid fel tillfälle så kan rollfigurens reaktion bli negativ, och kanske göra så de säger eller gör något fel. När rollfiguren närmar sig en person dyker möjliga samtalsämnen upp på skärmen, som spelaren kan välja för att få sin rollfigur att tala med personen angående det valda samtalsämnet.
Karaktärerna i spelet kan interagera med nästan samtliga föremål runt omkring sig; vissa kan vara oansenliga medan andra kan leda till viktiga iakttagelser. Ibland, beroende på situationen i spelet, kommer skärmen att dela upp sig i två eller fler fönster, vilket gör att spelaren kan kontrollera sin karaktär i ett fönster medan man kan se vad som händer på ett annat håll.

## Utveckling
Quantic Dream började arbeta på Heavy Rain i februari 2006. Spelet visades upp på E3 2006, då en tech demo med titeln "The Casting" presenterades för media och allmänheten.
En del av spelfysiken hanteras av PhysX från nVidia. PhysX används generellt för fysiken i hela spelet.
Då spelet ursprungligen var för PC, skulle det vara två separata versioner av spelet för att hantera de tillfällen då det saknades lämplig processorkraft för fysiken, och för att hantera de fall när spelets fysik inte stödjs alls av systemet. När spelet dock ändrades till att bli PlayStation 3 exklusivt slopades dessa planer, då det inte längre var nödvändiga. I demot som visades på E3 2006 skapas fysiken i håret med hjälp av AGEIA teknologi.
I en intervju till GameDaily.com insisterade den exekutiva producenten Guillaume de Fondaumiére på att karaktärerna skulle vara riktiga virtuella skådespelare, kapabla att visa mycket realistiska känslor och uttryck. Totalt 90 skådespelare medverkade i utvecklingen av spelet, utvecklarna använde motion capture för att kunna producera verklighetstrogna animationer till karaktärerna i spelet. Nästan samtliga karaktärer i spelet var utformade efter de skådespelare som gav sina röster till sina respektive karaktärer, vissa skådespelare som var franska medan andra var engelska.

### Soundtrack
Spelets soundtrack spelades in av en orkester på Abbey Road Studios i London, och gjordes av den kanadensiske kompositören Normand Corbeil.